# Шверк, Вольфганг
Мадупран Вольфганг Шверк (нем. Madhupran Wolfgang Schwerk, род. 28 июля 1955, Золинген, Северный Рейн-Вестфалия) — немецкий бегун на сверхмарафонские дистанции. Он был розничным торговцем, оперным певцом (баритон), фермером, плотником, птицезаводчиком, прежде чем стать хозяином своего дома в 1984. С 1981 года женат на оперной певице Корнелии Бергер-Шверк, имеет одну дочь.
Специализировался в многодневных пробегах и держал рекорд на 3100 миль (4989 км), показанный в беге на 3100 миль «Самопревосхождение» марафонской команды Шри Чинмоя. Шверк также финишировал в Транс-Австралия-2001 (4667 км) и занял третье место в пробеге Лиссабон-Москва-2003. В 2002 Шверк впечатлил сверхмарафонский мир победой и рекордом на 3100 миль за 42 дня, 13 часов, 24 минут и 03 секунды, в среднем по 117,13 км в сутки. По ходу забега он установил 74 новых рекорда на дистанциях от 1400 миль до 5000 км и показал лучший результат сезона в мире на 1000 миль — 13 дней, 5 часов.
Летом 2006 он побил собственный рекорд 2002 года на 3100 миль самопревосхождения, показав 41 день, 8 часов, 16 минут и 29 секунд, в среднем 120,88 км в сутки
Шверк также показал второй результат за всю историю в суточном беге — 276,21 км.